# 渋谷ストリーム
渋谷ストリーム（しぶやストリーム、英称：SHIBUYA STREAM）は、日本の東京都渋谷区渋谷3丁目に所在する複合商業施設。東急東横線の旧渋谷駅地上駅舎ホーム南部の線路跡地及び周辺地域を再開発して開業した高層ビルである。低層階はカフェ&レストラン、高層階はホテル、オフィスなどから構成される複合施設である。
オフィスフロア14階から35階の全てを、Googleの日本法人であるグーグル合同会社が一括で借り上げている。また、官民連携で付近を流れる渋谷川や川沿いの遊歩道の整備も行われた。第62回BCS賞受賞。

## 概要

### 建造
東京急行電鉄 (現：東急)は東横線と東京メトロ副都心線の相互直通運転による地下化を契機に、高架橋跡地及び隣接する個人地権者との共同で開発事業を進めることを決定し、都から都市再生特別地区の認定を受け、2015年8月に「渋谷駅南街区プロジェクト」として再開発事業に着手。3年余りの歳月を費やし、2018年9月13日、地上35階・地下4階建てのタワーを中核とする複合施設「渋谷ストリーム」を開業した。名称は付近に渋谷川が流れていることから流れや小川を意味する「STREAM（ストリーム）」にちなんだ。
敷地は駅と線路であったため細く長く、国道246号線を跨いで南の代官山方面に伸びていく独特の形状をしている。そこでこれを活かし、渋谷駅南側は交通量の多い国道246号線があることで人の流れが分断されていたため、この分断をなくし、渋谷散歩の延長で南側まで歩いてもらいたいとして、渋谷ストリームは建物の外と中の区別をなくし、遊歩道のような建物を目指し建設された。
この建物の外部と内部をシームレスにし、高低差の激しい地形という渋谷ならではの問題を解決するため、渋谷ストリームでは「アーバン・コア」という概念が取り入れられた。アーバン・コアとは建築家・内藤廣（東京大学名誉教授）ら学識経験者がメンバーとして名を連ねた「渋谷駅中心地区まちづくり指針2010」が提言したもので、渋谷の駅と街、地上と地下をスムーズに結びつける垂直移動の仕掛けで、単にビル内にエレベーターやエスカレーターを設置するのではなく、地上と地下をつなぐと同時に、屋内と屋外をゆるやかにつなげていく、街をひらく仕組みである。
アーバン・コアの設置で渋谷ストリームでは、東横線・田園都市線、半蔵門線・副都心線地下3階から、一気に渋谷駅東口国道デッキや渋谷ストリームへのアクセスが可能となっている。2階の貫通通路「国道246号横断デッキ」は国道246号線をまたぐ旧東横線の高架線路を生かした歩行者デッキで、デッキ上には東横線地上駅舎時代の旧渋谷駅の名物であった蒲鉾型の屋根が再現され、渋谷スクランブルスクエアや渋谷ヒカリエなどとつながる。
官民連携で隣接して南北に流れる渋谷川の整備も行われ、これまでは水流が少なく、どぶ川のイメージが強かったが、下水処理を行って再生水を利用し、水流が復活した。また、渋谷ストリームから並木橋までの川沿いには遊歩道「渋谷リバーストリート」が設けられ、遊歩道には鉄道遺構やモニュメントなども設置された。遊歩道の先には東急が建設したA棟の保育所、B棟のホテル・店舗・オフィスからなる「渋谷ブリッジ」が渋谷ストリームと同日に開業している。

## 施設構成

### タワー
地下4階、地上35階建て
- 1-3F - 飲食施設（約30店）
- 4F - 共用部 ホテルロビー階 
  - フロント・ラウンジ・レストラン・バー・ACTIVITY COURT
- 5F - オフィスエントランスロビー
- 6F - カンファレンスフロア (会議室)
- 9-13F - ホテル客室階
  - 東急ホテルズの「DISTINCTIVE SELECTION」展開型ブランド「SHIBUYA STREAM HOTEL」。2024年1月16日に、札幌の「SAPPORO STREAM HOTEL」開業と同時に同社のミドルクラスホテルブランド「渋谷ストリームエクセルホテル東急」からリブランドした[12]）
    - シングル25、ダブル99、ツイン53の計177室
- 14-35F - オフィスエリア
  - 一括してグーグルの日本法人「グーグル合同会社」が借り上げ、本社を2019年に六本木ヒルズ森タワーから移転した[8][13]。

### ホール
地下4階、地上7階建て
- 4フロアの一棟貸しのイベントホール。収容人数はスタンディングで約700名。

## 特記事項
2016年（平成28年）2月、建設中の現場で欅坂46（現・櫻坂46）のデビューシングル「サイレントマジョリティー」のミュージックビデオの撮影が行われている。2018年（平成30年）9月13日のオープン時には、「渋谷ストリームホール」こけら落としライブを欅坂46が行ったほか（翌14日から17日はミュージックビデオのスペシャル映像上映会を開催）、オープニングセレモニーにはキャプテン（当時）の菅井友香が出席し、テープカットを行っている。

## ギャラリー

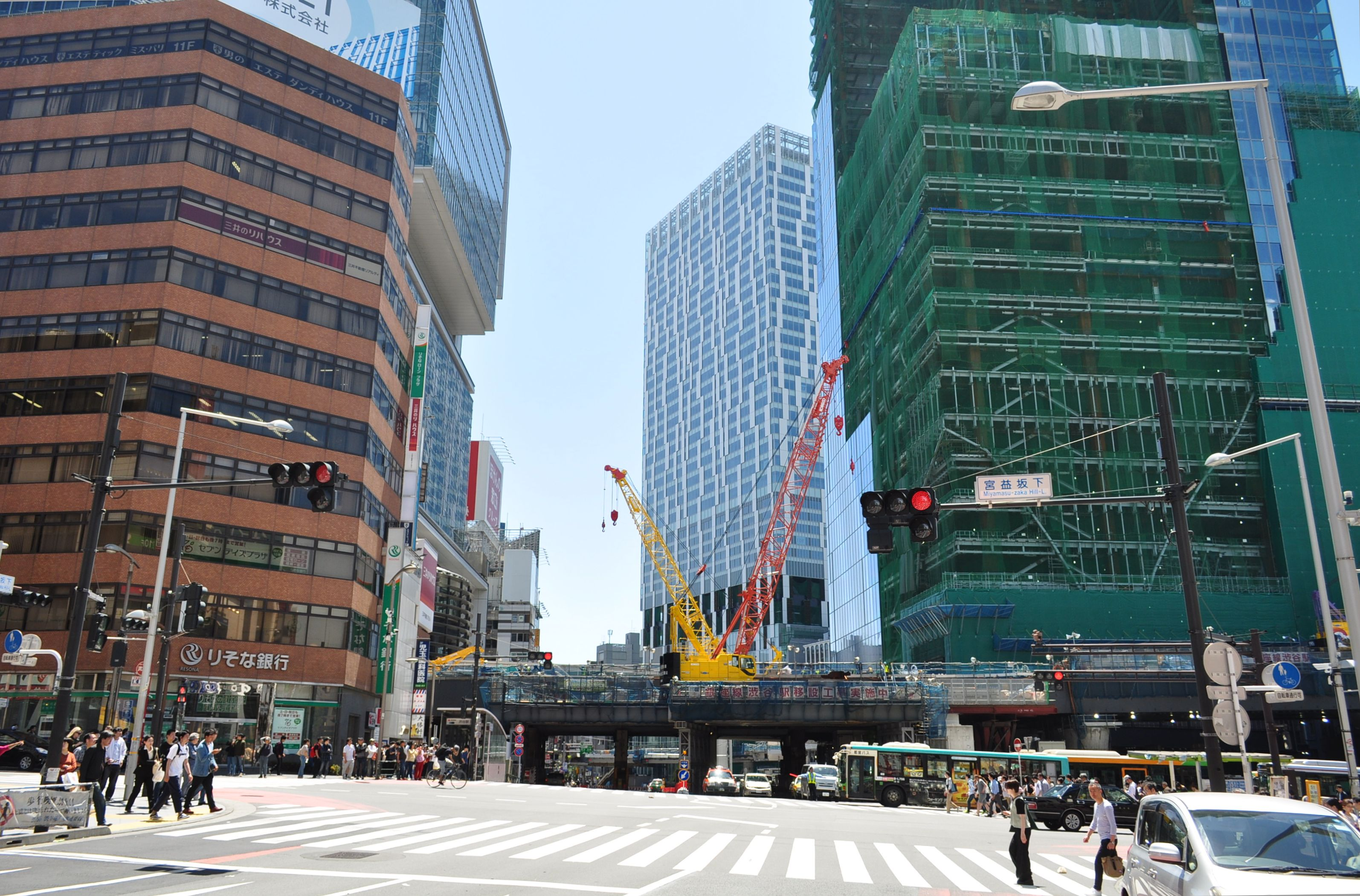
宮益坂下交差点より見る（2018年5月4日撮影）
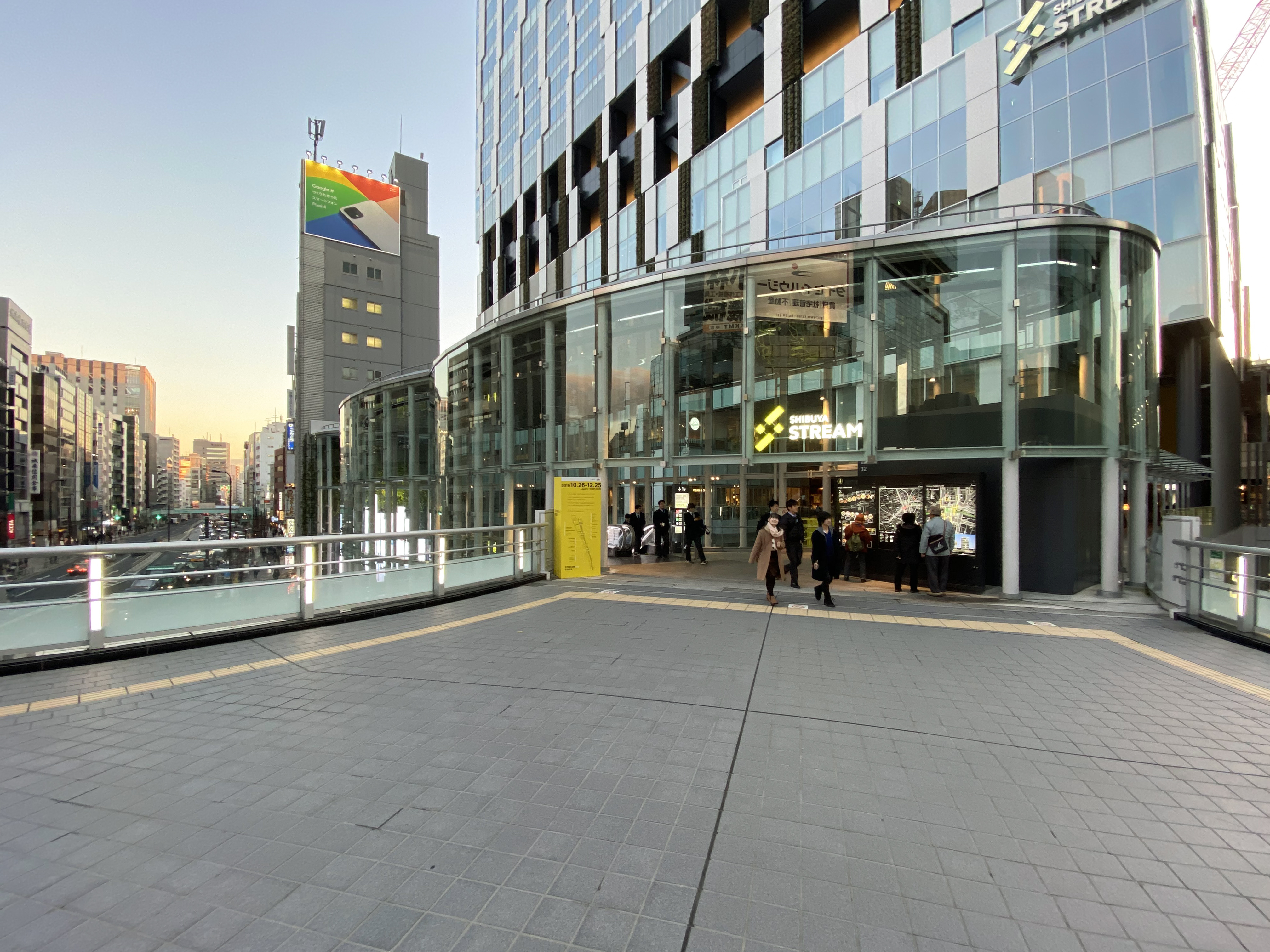
2階 ペデストリアンデッキより入口を見る（2019年12月23日撮影）
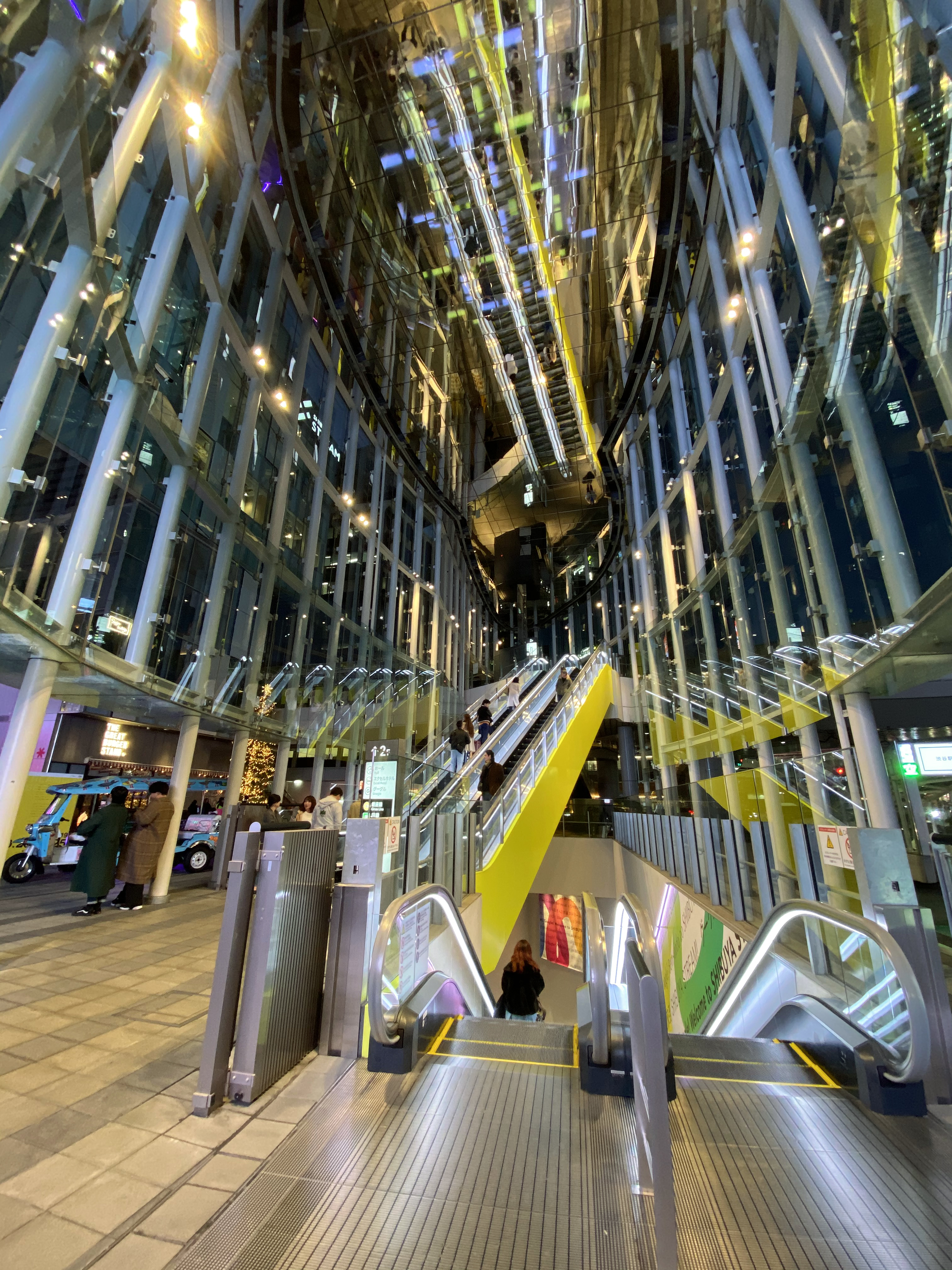
よりエントランスを見る（2019年12月23日撮影）
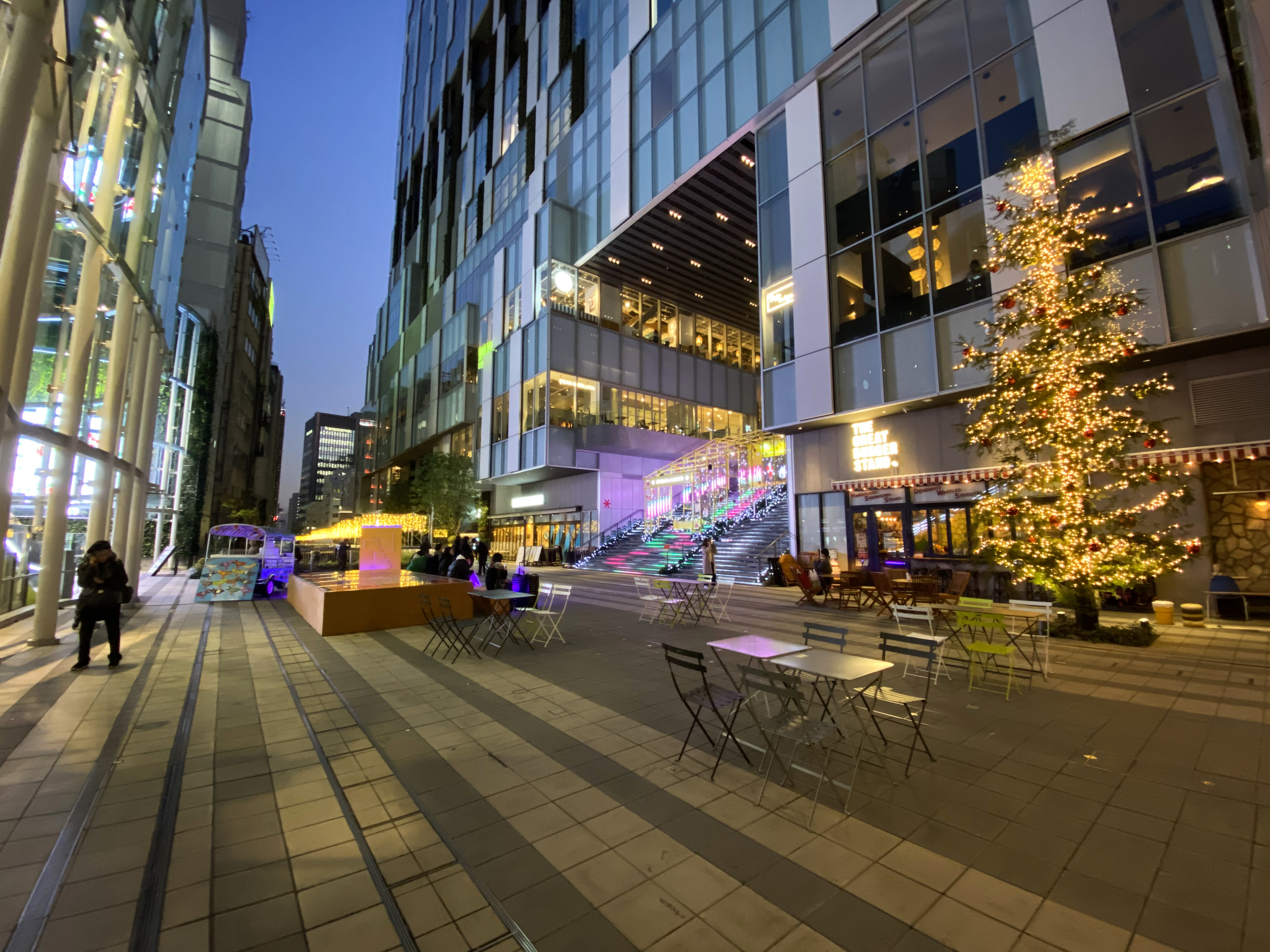
渋谷川と稲荷橋広場を見る（2019年12月23日撮影）
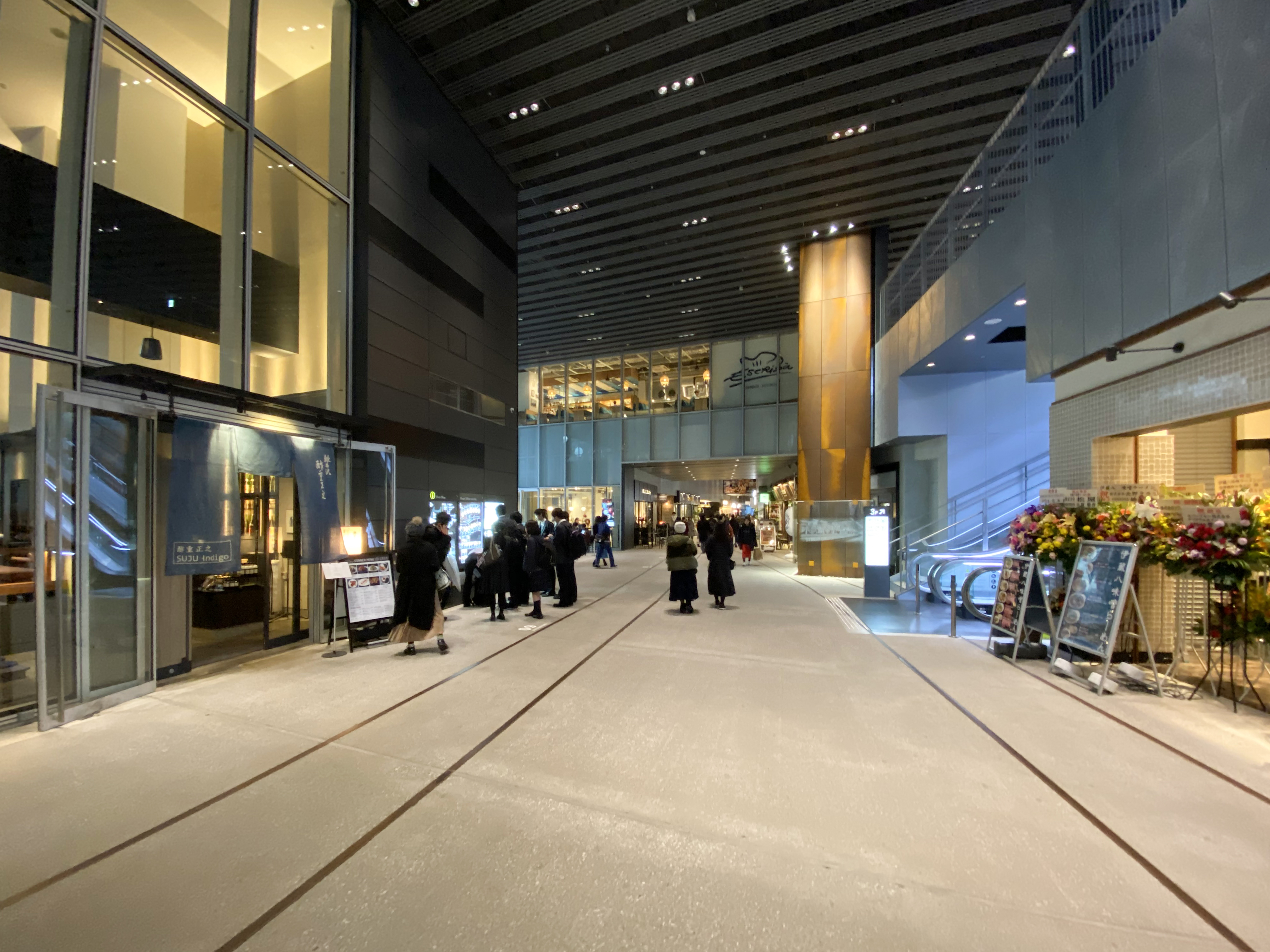
2階 Stream Line。敷かれている線路のようなものはかつての東横線の線路を再利用したもの。
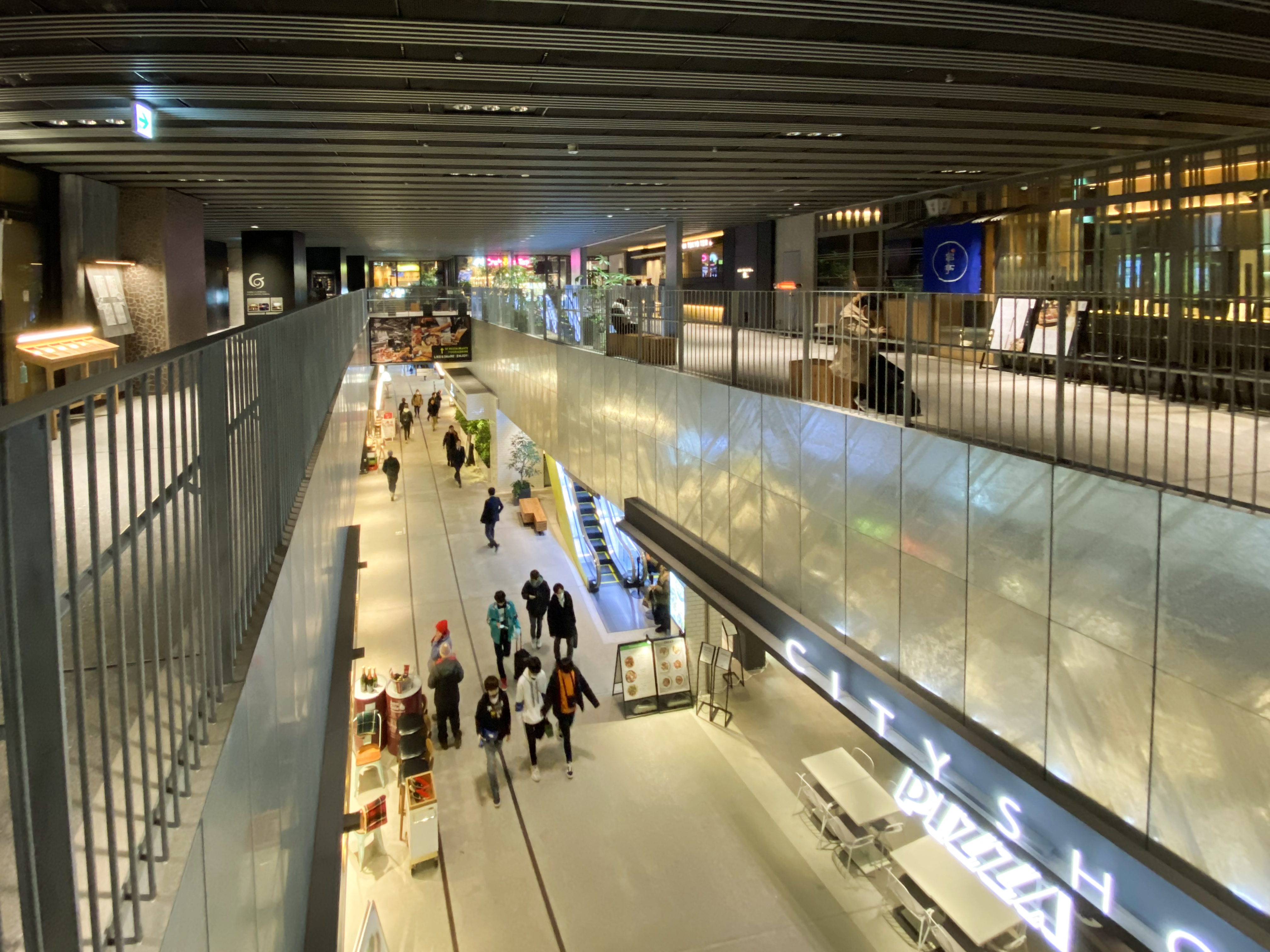
3階 ストリームライン（2019年12月23日撮影）
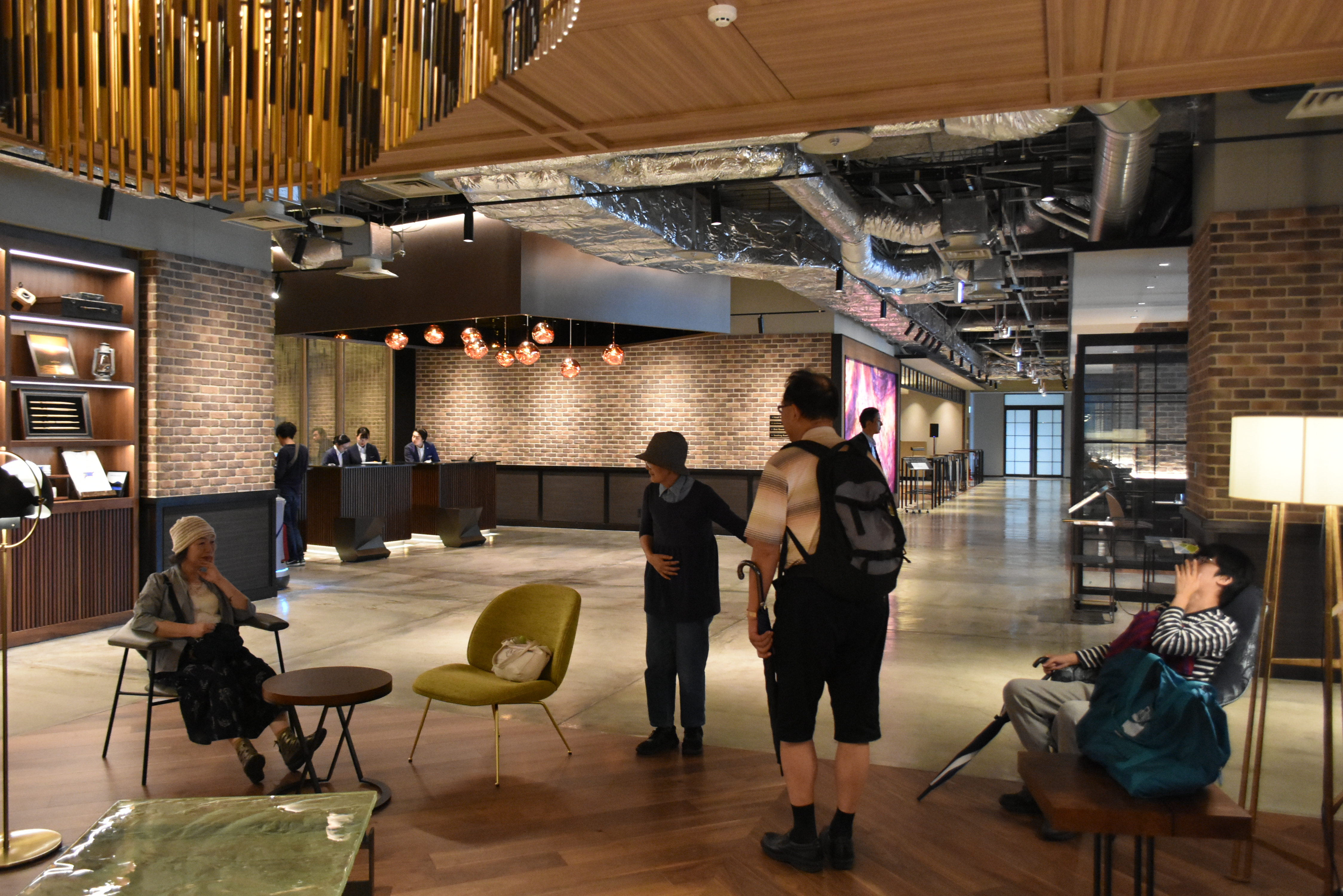
4階 渋谷ストリームエクセルホテル東急のロビー（2018年9月22日撮影）
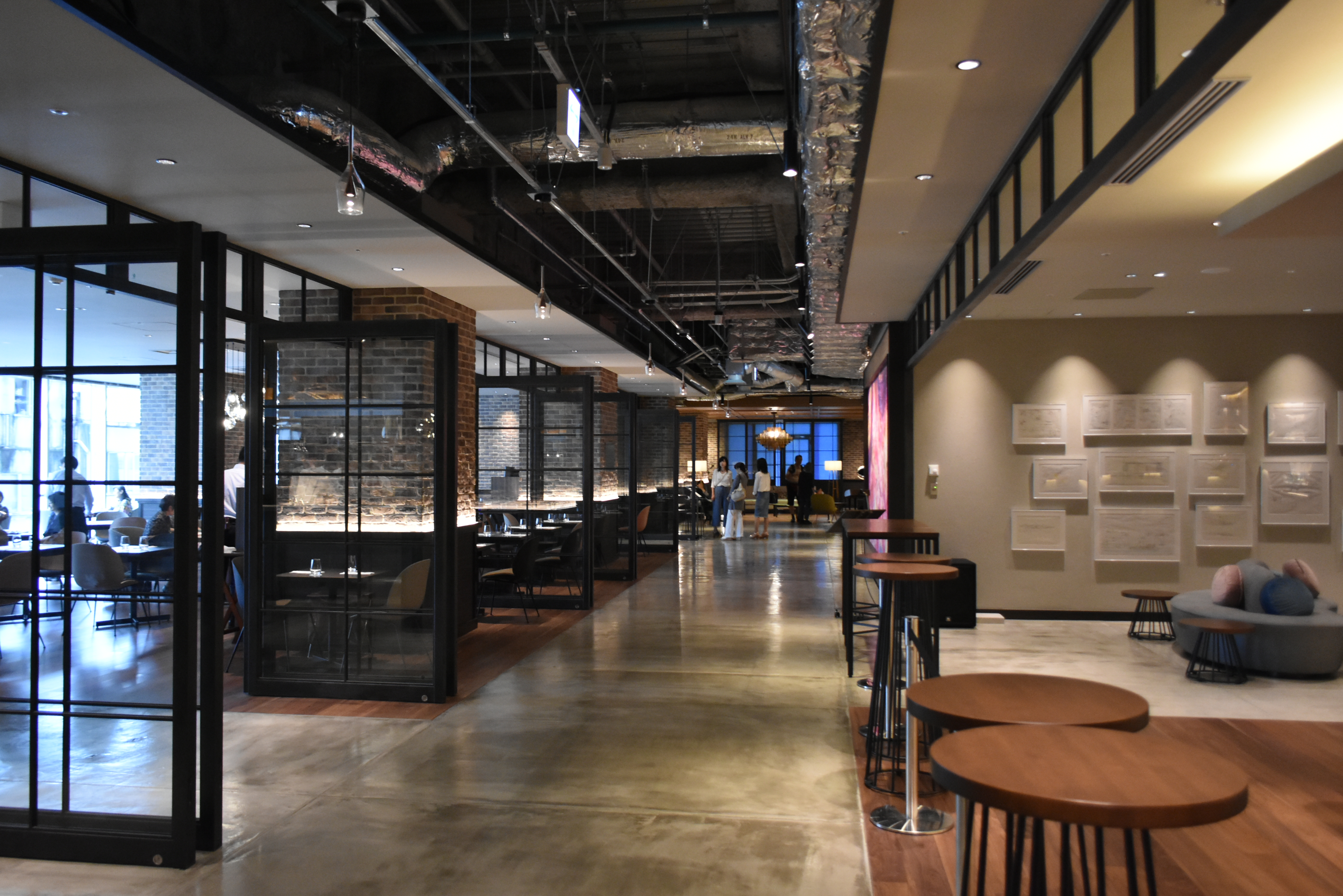
同左、メインダイニング（2018年9月22日撮影）
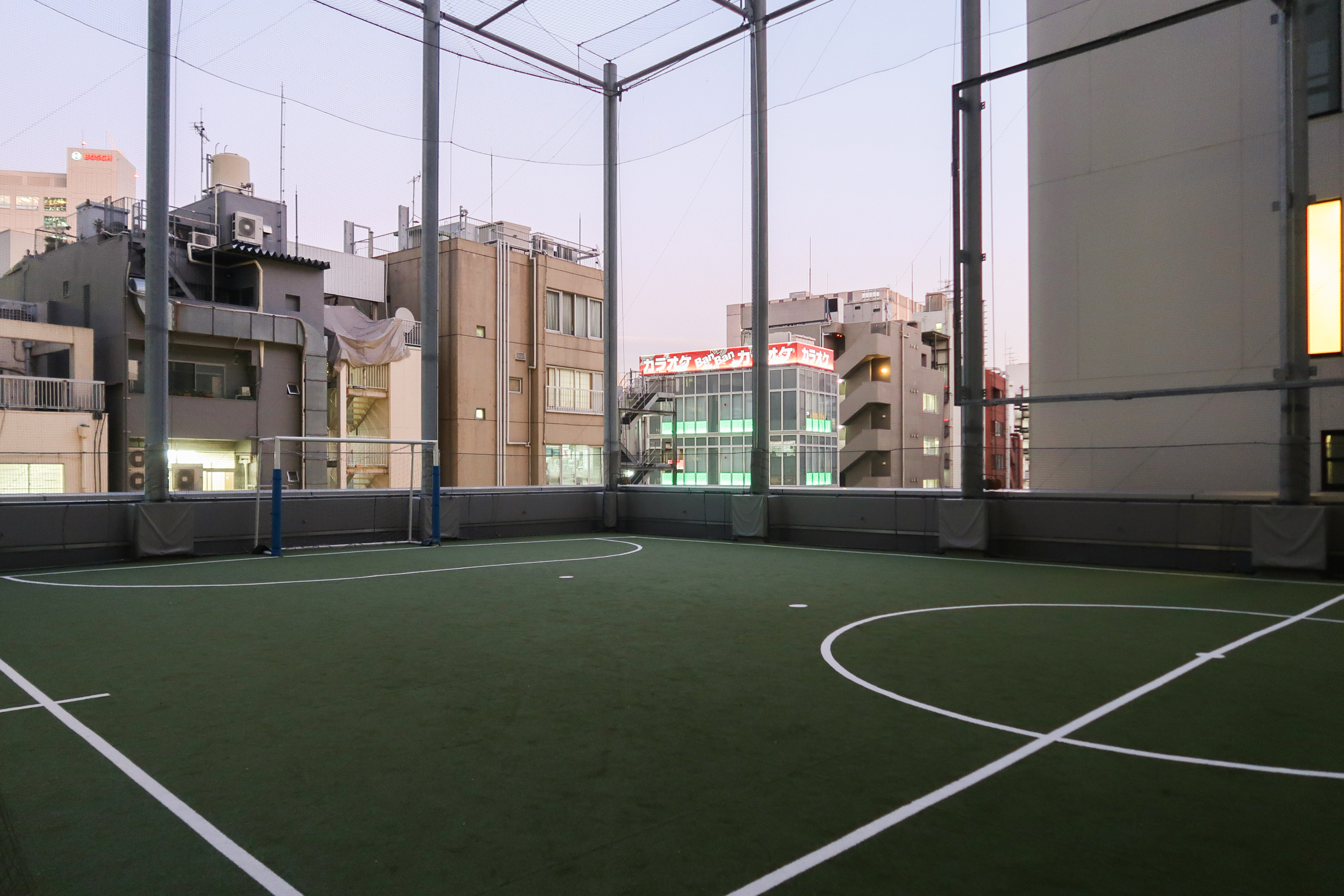
4階ACTIVITY COURT（2019年12月23日撮影）